# Naturschutzgebiet Lennetal unterhalb Schmallenberg

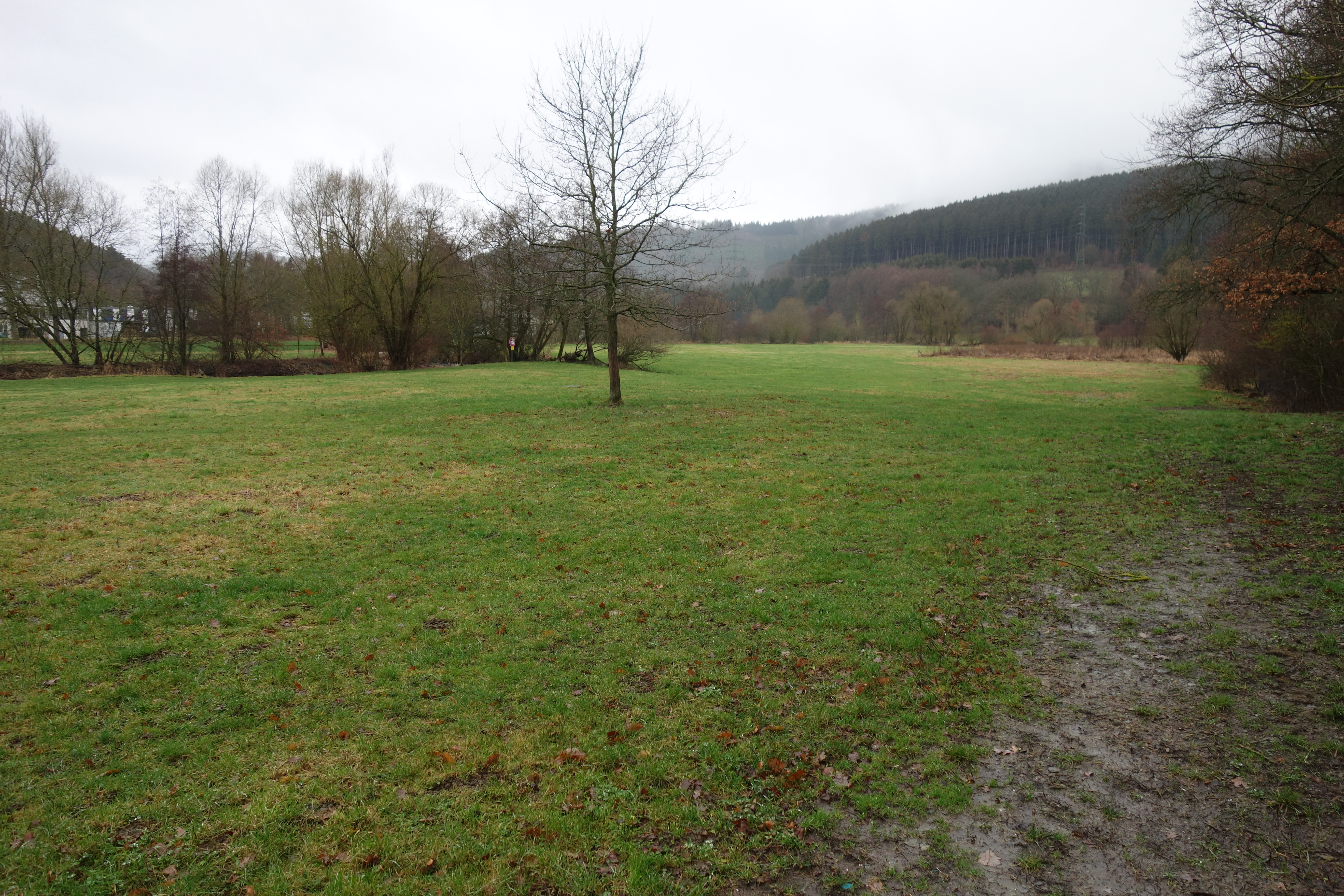
NSG von Osten gesehen

Das Naturschutzgebiet Lennetal unterhalb Schmallenberg mit einer Größe von 12,2 ha liegt zwischen Fleckenberg und Schmallenberg. Das Gebiet wurde 2008 mit dem Landschaftsplan Schmallenberg Südost durch den Hochsauerlandkreis als Naturschutzgebiet (NSG) ausgewiesen. Das NSG grenzt im Nordosten an die Kläranlage von Schmallenberg und im Süden an Gewerbebetriebe.

## Gebietsbeschreibung
Beim NSG handelt es sich um einen Abschnitt der Lenne mit ihrer Aue. Die Lenne hat hier das Aussehen eines früher typischen Mittelgebirgsflusses. Trotz partieller Uferbefestigungen zeigt die Lenne markante Mäander. Der Mittelgebirgsfluss weist örtlich ein differenziertes, dynamisches Quer- und Längsprofil auf mit Schotterbänken, Kolken, Uferabbrüchen und Gleitsohlen. Begleitet wird der Fluss von einem Gehölzsaum und Ufer-Hochstaudensäumen. Die Aue wird von Grünland eingenommen. Der Auenbereich wird zum Teil intensiv als Grünland genutzt. Angrenzend an die Kläranlage liegt ein kleiner Feuchtbrachebereich. Diese Brache bietet Lebensraum für Vogelarten der Hochstaudenfluren und Röhrichte.

## Pflanzenarten im NSG
Im NSG kommen seltene Tier- und Pflanzenarten vor. Auswahl vom Landesamt für Natur, Umwelt und Verbraucherschutz Nordrhein-Westfalen dokumentierter Pflanzenarten: Ampfer-Knöterich, Arzneibaldrian, Aufrechter Igelkolben, Bitteres Schaumkraut, Bittersüßer Nachtschatten, Braun-Segge, Echter Beinwell, Gänseblümchen, Gamander-Ehrenpreis, Gewimpertes Kreuzlabkraut, Gewöhnliche Pestwurz, Gewöhnliche Sumpfkresse, Gewöhnlicher Blutweiderich, Gewöhnliches Ferkelkraut, Jakobs-Greiskraut, Kleiner Klee, Kohldistel, Kriechender Günsel, Kriechender Hahnenfuß, Kuckucks-Lichtnelke, Quellen-Hornkraut, Rohr-Glanzgras, Scharfer Hahnenfuß, Schlangen-Knöterich, Spitzlappiger Frauenmantel, Spitzwegerich, Spitzblütige Binse, Stumpfblättriger Ampfer, Sumpf-Dotterblume, Sumpf-Schachtelhalm, Teich-Schachtelhalm, Wald-Gelbstern, Weiße Taubnessel, Wiesen-Bärenklau, Wiesen-Kerbel, Wiesen-Sauerampfer, Wiesen-Schaumkraut, Wolliges Honiggras, Zaun-Wicke und Zottiges Weidenröschen.
Auch die invasiven Neophyten Herkulesstaude und Japanischer Staudenknöterich kommen im NSG vor.

## Schutzzweck
Das NSG soll das Lennetal mit Arteninventar schützen.
Wie bei allen Naturschutzgebieten in Deutschland wurde in der Schutzausweisung darauf hingewiesen, dass das Gebiet „wegen der Seltenheit, besonderen Eigenart und Schönheit des Gebietes“ zum Naturschutzgebiet wurde.
Es wurde laut Landschaftsplan insbesondere ausgewiesen zur "Erhaltung eines offenen, strukturreichen Lennetal-Abschnittes als bedeutendem Trittstein- und Refugial-Biotop, nicht zuletzt auch wegen seiner ausgeprägten besonderen geomorphologischen Eigenart der markanten Mäanderbildung, - Erhaltung und Förderung der Grünländer durch eine extensive landwirtschaftliche Nutzung, - Entwicklung naturnaher extensiver Grünlandgesellschaften. Das NSG dient auch der nachhaltigen Sicherung von besonders schutzwürdigen Lebensräumen  nach § 62 LG und von Rote-Liste-Tier- und Pflanzenarten.